# Uvaria tonkinensis
Uvaria tonkinensis är en kirimojaväxtart som beskrevs av Achille Eugène Finet och François Gagnepain. Uvaria tonkinensis ingår i släktet Uvaria och familjen kirimojaväxter. Inga underarter finns listade i Catalogue of Life.